# Matteo Zuppi
Matteo Maria Zuppi (Roma, 11 de octubre de 1955) es un arzobispo católico, teólogo, humanista y diplomático italiano. Fue ordenado sacerdote en 1981. En 2012, el papa Benedicto XVI le nombró obispo auxiliar de Roma y obispo titular de Villanova. Desde 2015, es arzobispo metropolitano de Bolonia y gran prior de la Orden de Caballería del Santo Sepulcro de Jerusalén en Emilia-Romaña.
El 1 de septiembre de 2019, el papa Francisco anunció que sería creado cardenal el 5 de octubre de 2019, con el título de cardenal presbítero de San Egidio. El 24 de mayo de 2022 fue nombrado presidente de la Conferencia Episcopal Italiana.

## Biografía
Nacido en la capital italiana de Roma el 11 de octubre de 1955. 
Durante su juventud tras descubrir su vocación religiosa, decidió entrar en el seminario de Palestrina. Obtuvo un Bachillerato en Teología por la Pontificia Universidad Lateranense y se graduó en Humanidades por la Universidad de Roma, defendiendo una tesis sobre la historia del cristianismo.

### Sacerdocio
El día 9 de mayo de 1981 fue ordenado sacerdote por el obispo  Renato Spallanzani. Tras su ordenación, inició su ministerio sacerdotal como pastor asistente de la Basílica de Santa María en Trastevere, en la cual desde el 2000 hasta 2010 fue párroco.
Al mismo tiempo, desde 1983 fue rector de la iglesia de la Santa Cruz de Lungara; desde 1995, miembro del Consejo Presbiteral; desde 2000, asistente eclesiástico general de la Comunidad de Sant'Egidio; desde 2005, prefecto de la Prefectura Número 5; desde 2006, capellán de Su Santidad; desde 2010, párroco de la iglesia de los Santos Simón y Judas Tadeo del municipio romano Torre Angela; y desde 2011, prefecto de la Prefectura Número 17.

## Episcopado

### Obispo auxiliar de Roma
El 31 de enero de 2012 el papa Benedicto XVI le nombró obispo auxiliar de la diócesis de Roma y obispo titular de Villanova. Recibió la consagración episcopal el 14 de abril de ese año, en la Archibasílica de San Juan de Letrán, a manos de su consagrante principal el cardenal Agostino Vallini y teniendo como coconsagrantes a los arzobispos Giovan Battista Pichierri y Vincenzo Paglia. Eligió como lema episcopal la frase «Gaudium Domini fortitudo vestra».

### Arzobispo de Bolonia
El 27 de octubre de 2015 fue nombrado arzobispo de Bolonia por el papa Francisco, tomando posesión el 12 de diciembre de ese año en la Catedral de San Pedro en Bolonia y reemplazando al cardenal Carlo Caffarra que renunció por motivos de edad.
Además, tras su nuevo nombramiento ha pasado a ser gran prior de la Orden de Caballería del Santo Sepulcro de Jerusalén en la región Emilia-Romaña y como arzobispo destaca por ser uno de los pocos que han celebrado la misa tridentina después de la reforma litúrgica.
Desde el 11 de enero de 2016, también es presidente de la Conferencia Episcopal de la región eclesiástica Emilia-Romaña.
En mayo de 2018 prologó la edición italiana de Bulding a Bridge del padre James Martin del que escribió que era: «útil para fomentar el diálogo, así como el conocimiento y comprensión recíprocos, en vista de una nueva actitud pastoral que debemos buscar con nuestros (sic) hermanos y hermanas LGBT» y que ayudará «a que los católicos LGBT se sientan más en casa» en lo que es después de todo «su iglesia».
El 24 de mayo de 2022 fue nombrado por el papa Francisco como presidente de la Conferencia Episcopal Italiana, en substitución del cardenal Gualtiero Bassetti, de 80 años, arzobispo de Perugia-Città della Pieve, que ha cumplido su mandato de cinco años. El cardenal Zuppi fue escogido entre la terna de nombres propuesta por la asamblea de la CEI, formada también por el cardenal Augusto Paolo Lojudice y el obispo Antonino Raspanti.

### Cardenalato
Fue creado cardenal por el papa Francisco en el consistorio celebrado el 5 de octubre de 2019, asignándole el título de San Egidio.
El 14 de enero de 2020 fue nombrado miembro del Dicasterio para el Servicio del Desarrollo Humano Integral y el 24 de marzo miembro de la Administración del Patrimonio de la Sede Apostólica ad quinquennium.
El 4 de octubre de 2022 fue nombrado miembro del Dicasterio para las Iglesias Orientales ad quinquennium.
El 7 de marzo de 2023 fue nombrado miembro de la Sección para las cuestiones fundamentales de la evangelización en el mundo del Dicasterio para la Evangelización ad quinquennium.
El 2 de junio de 2023 fue nombrado juez del Tribunal de Casación del Estado de la Ciudad del Vaticano, con efectos a partir del 1 de enero de 2024.

## Diplomacia
En el año 1990 hizo junto a los políticos italianos Andrea Riccardi, Jaime Gonçalves y Mario Raffaelli el papel de mediador en las negociaciones entre el Gobierno de Mozambique ("entonces controlado por los socialistas del Frente de Liberación de Mozambique, Frelimo, apoyados por Zimbabue y Tanzania") y el partido de Resistencia Nacional Mozambiqueña ("Renamo"), disputados desde 1977 en la Guerra Civil Mozambiqueña.
Tras la mediación llevada a cabo el día 4 de octubre de 1992, después de 27 meses de negociaciones, finalmente se produjo la Firma de los Acuerdos de Paz de Roma que significó el fin de dicha guerra y todas las hostilidades y la supuso la llegada de unas Elecciones multipartidistas.
Más tarde pasó a trabajar con la llamada "Diplomacia Paralela" de la Comunidad de Sant'Egidio.
El 20 de mayo de 2023, Zuppi reveló en una entrevista que el papa Francisco le había encomendado una misión de paz en el contexto de la guerra ruso-ucraniana. Como parte de esta tarea, llevó a cabo varios viajes diplomáticos con el objetivo de promover iniciativas humanitarias y explorar vías para alcanzar la paz: a Kiev (Ucrania), los días 5 y 6 de junio de 2023; a Moscú (Rusia), los días 28 y 29 de junio de 2023; a Washington (Estados Unidos de América, el 18 de julio de 2023; a Pekín (China), del 13 al 15 de septiembre de 2023; y nuevamente a Moscú, del 14 al 16 de octubre de 2024.

## Títulos y condecoraciones
| Distinción                                                                            | Período |
| ------------------------------------------------------------------------------------- | ------- |
| Capellán de Su Santidad                                                               | 2006    |
| Gran Prior de la Orden de Caballería del Santo Sepulcro de Jerusalén en Emilia-Romaña | 2015    |
| Bailío Gran Cruz de Honor y Devoción de la Orden de Malta                             | 2022    |

El 3 de noviembre de 2022, en la Capilla Magistral del Palacio Magistral de Roma, se celebró la ceremonia de admisión de Zuppi a la Orden de Malta como Bailío Gran Cruz de Honor y Devoción de la Soberana y Militar Orden Hospitalaria de San Juan de Jerusalén de Rodas y de Malta. La investidura fue presidida por el Lugarteniente del Gran Maestre, John Timothy Dunlap, en presencia de destacados representantes de la Orden.